# Sergio Luzzatto
Pour les articles homonymes, voir Luzzatto.
Sergio Luzzatto (né le 2 septembre 1963 à Gênes) est un historien italien.

## Biographie
Spécialiste du XVIIIe et XIXe siècles français mais également du XXe siècle italien, il enseigne l'histoire moderne à l’université de Turin. Depuis de nombreuses années, il tient des chroniques dans des  journaux italiens comme La Stampa, Il Corriere della Sera et Il Sole 24 Ore.

## Ouvrages (extraits)
- Il mondo capovolto. Scene della Rivoluzione francese, Trieste, Einaudi Ragazzi, 1994.
- Il corpo del duce. Un cadavere tra immaginazione, storia e memoria, Torino, Einaudi, 1998.
  - Le Corps du Duce, Gallimard, 2014.
- L'immagine del duce. Mussolini nelle fotografie dell'Istituto Luce, Roma, Editori Riuniti, 2001.
- Padre Pio. Miracoli e politica nell'Italia del Novecento, Torino, Einaudi, 2007.
  - Padre Pio. Miracles et politique à l'âge laïc, [« Padre Pio. Miracoli e politica nell'Italia del Novecento »], trad. de Pierre-Emmanuel Dauzat, Paris, Éditions Gallimard, coll. « NRF Essais », 2013, 544 p.  (ISBN 978-2-07-013630-8)
- Bonbon Robespierre. Il Terrore dal volto umano, Torino, Einaudi, 2009.
- Partigia. Una storia della Resistenza, Milano, Mondadori, 2013.
  - Partigia. Primo Levi, la Résistance et la Mémoire, trad. de Pierre-Emmanuel Dauzat, Gallimard, coll. « NRF Essais », 2016, 480 p.  (ISBN 978-2-07-014388-7)